# Pálinkás László
Pálinkás László (Cegléd, 1959. január 15. –)  paralimpiai és para-világbajnok úszó, vízilabdázó, úszóedző, általános iskolai matematikatanár.

## Sportpályafutása
Járványos gyermekbénulás következtében jobb lába súlyos izomsorvadást szenvedett, ezért kezelőorvosa javaslatára hat évesen úszni kezdett. Gimnazista korában kezdett vízilabdázni, a másodosztályú CVSE csapatának lett tagja, emellett az úszást sem hanyagolta el. Érettségi után Egerbe került, ahol az Egri Vízművek csapatát erősítette. A versenyszerű úszással edzője, Gáti Károly ismertette meg, a 70-es évek végén. Kiemelkedő eredményeire 1982-ben figyeltek fel egy gyulai versenyen, ekkor hívták meg a mozgáskorlátozottak úszóválogatottjába, korábban mindig egészséges versenyzőkkel együtt készült.
1984-ben tagja volt a paralimpián részt vevő küldöttségnek. L6-os sérültségi kategóriában versenyzett. A játékokat ekkor még Nemzetközi Fáklya Játékoknak nevezték, de mivel a lebonyolítás megegyezett a későbbi paralimpiai játékok szabályaival, utólag ezt, valamint a korábbi játékokat is paralimpiai rangra emelték. 
Külön érdekesség, hogy a paralimpiai mozgalom történetében (ideértve a nyári és a téli játékokat is), ez volt az egyetlen viadal, melyet két kontinensen – Nagy-Britanniában és az USA-ban rendeztek meg.  
Több számban indult, de legnagyobb sikereit váltóban érte el. A 4 × 50 méteres vegyesváltó tagjaként felért pályafutása csúcsára, paralimpiai bajnok lett. Bár nem ez volt az egyetlen aranyérme a játékokon, mégsem mondhatja magát kétszeres bajnoknak. Miután a 4 × 50 méteres gyorsváltót is megnyerték, annyira örültek a győzelemnek, hogy még a verseny alatt beugrottak a medencébe ünnepelni elsőként beérő társukat. Ez természetesen szabálytalan, így a magyar váltót kizárták. A kizárás elleni tiltakozásul a megismételt döntőben nem indultak el. 
Az 1987-es Párizsban megrendezésre került paravilágbajnokságon ismét váltóban győzedelmeskedett, a 4 × 50 méteres gyorsváltó tagjaként állhatott a dobogó legfelső fokára, eredményüket ráadásul világcsúccsal érték el.
A rákövetkező évben, Szöulban rendezett paralimpia már nem hozott a korábbi versenyekhez hasonló eredményeket számára. 200 méter vegyesen hatodik, 100 gyorson, 100 méter pillangón és 4x100 vegyes váltóban hetedik, 200 gyorson nyolcadik, valamint a 4x100 gyorsváltó tagjaként 10. helyen végzett. Az 1990-es világbajnokságon még elindult, de 100 méter gyorson nem jutott döntőbe, a 13. helyen végzett. Versenyzői pályafutását 13 év után, 1991-ben fejezte be.
A medencétől nem szakadt el teljesen, a 90-es évek közepétől a 2000-es évek közepéig a CVSE vízilabda utánpótlás csapatának edzője volt, valamint szenior korosztályos úszóversenyeken is indult. 1996-ban a Gyulán megrendezésre került Országos Szenior Úszóbajnokságon korcsoportjában 50 méter háton bronzérmet szerzett.

## Tanári pályája
A ceglédi Kossuth Lajos Gimnáziumban érettségizett 1977-ben. Az egri Tanárképző Főiskolán végzett 1983-ban matematika-technika szakon. 1984-től a 2010-es évek közepéig a ceglédi Várkonyi István Általános Iskola matematikatanára. 2015-től a ceglédi Református Általános Iskolában tanít. Szülővárosában köztiszteletben álló pedagógus, munkásságát több díjjal is elismerték.

## Eredményei
- paralimpiai bajnok (1984)
- világbajnok (1987)
- szenior országos bajnoki bronzérmes (1996)

## Kitüntetései, elismerései
- Az Év Ceglédi Matematikatanára általános iskolai kategóriában (később Czifra Mihály-emlékdíj) (2003)[8]
- A Bolyai Matematikaverseny Díjazott Tanára (2007)[9]
- Cegléd Város Sportjáért Díj (2008)[10]
- Halassy Olivér-díj (2018)[11]

## Családja
Nős, felesége szintén pedagógus. Két lányuk van, Dóra és Eszter.